# Il vizio di vivere
Il vizio di vivere è un film per la televisione italiano  del 1988 diretto da Dino Risi e interpretato dalla modella e attrice statunitense Carol Alt.

## Trama
Il lungometraggio è liberamente ispirato alla vicenda di Rosanna Benzi, che dall'età di quattordici anni e fino alla fine dei suoi giorni, visse in un polmone d'acciaio a causa di una grave forma di poliomielite che la rese tetraplegica e impossibilitata a respirare senza il supporto della macchina. Nel film, la protagonista, ribattezzata "Rosa Lenzi", si trova a vivere la stessa situazione dopo esser rimasta vittima di un grave incidente automobilistico.